# Ramon Alfonseda i Pous
Ramon Alfonseda i Pous (Granollers, 4 de març del 1948) va ser un destacat futbolista català dels anys 70.
Va jugar de davanter centre 117 partits (98 dels quals de Lliga) amb el Barça entre 1969 i 1973, en què va marcar 27 gols, després de formar-se a les categories inferiors del club. L'any 1971 va jugar a l'Estadi Santiago Bernabéu de Madrid la final de la Copa del Generalíssim contra el València i va marcar el gol, a 8 minuts del final de la pròrroga, que li va donar el títol al Barça (resultat final, 4-3).
Va ser internacional sub-23 en tres ocasions i va participar en els Jocs Olímpics de Mexic'68.
Actualment, Alfonseda presideix l'Agrupació Barça Jugadors, càrrec que assumí el 2003.